# Atletismo nos Jogos Pan-Americanos de 1975 - Lançamento de disco masculino
A prova do lançamento de disco masculino nos Jogos Pan-Americanos de 1975 foi realizada na Cidade do México, México.

## Medalhistas
| Ouro                           | Prata                    | Bronze                           |
| John Powell USA Estados Unidos | Julián Morrison CUB Cuba | Jay Silvester USA Estados Unidos |

## Resultados
| Posição           | Nome                | Nacionalidade      | Marca | Notas |
| ----------------- | ------------------- | ------------------ | ----- | ----- |
| Medalha de ouro   | John Powell         | USA Estados Unidos | 62.36 |       |
| Medalha de prata  | Julián Morrison     | CUB Cuba           | 59.88 |       |
| Medalha de bronze | Jay Silvester       | USA Estados Unidos | 59.82 |       |
| 4                 | Bishop Dolegiewicz  | CAN Canadá         | 58.56 |       |
| 5                 | Ain Roost           | CAN Canadá         | 56.62 |       |
| 6                 | Javier Moreno       | CUB Cuba           | 56.52 |       |
| 7                 | José Carlos Jacques | BRA Brasil         | 51.06 |       |
| 8                 | Pedro Serrano       | PUR Porto Rico     | 47.80 |       |